# Адамкове
Адамкове (біл. Адамова) — село в Білорусі, у Дорогичинському районі Берестейської області. Орган місцевого самоврядування — Осовецька сільська рада.

## Географія
Розташоване поблизу Дніпровсько-Бузького каналу.

## Історія
У XVIII—XIX століттях було власністю панів Нємцевичів. У 1942—1950 роках входило до зони діяльності УПА.

## Населення
За переписом населення Білорусі 2009 року чисельність населення села становила 106 осіб.